# Покинутые (телесериал)
«Покинутые» (англ. The Abandons) — предстоящий американский телесериал Курта Саттера в жанре вестерна. В нём сыграют Лина Хиди и Джиллиан Андерсон. Телесериал выйдет на стриминговой платформе Netflix.

## Сюжет
Действие разворачивается в Орегоне в 1850-е годы. Несколько семейств пытаются выжить в суровых условиях. На пути у них встают коррумпированные власти, желающие заполучить их земли. Чтобы выжить, эти покинутые, заблудшие души должны объединиться, дать отпор захватчикам и доказать, что справедливость выходит за рамки закона.

## В ролях

### Главные роли
- Лина Хиди — Фиона Нолан
- Джиллиан Андерсон — Констанс ван Несс
- Лукас Тилл — Гарретт ван Несс
- Эшлинг Франчози — Триша ван Несс
- Ник Робинсон — Элиас Теллер
- Диана Сильверс — Дейлия Теллер
- Ламар Джонсон[англ.] — Алберт Мейсон
- Наталия дель Риего — Лилла Белль

### Роли второго плана
- Клейтон Карденас
- Пэттон Освальт
- Брайан О’Бирн
- Эль-Майя Тейлфизерс
- Майкл Орнстейн
- Джек Дулан
- Марк Менчака[англ.]
- Сара Грейс Уайт
- Кейтлин Уэллс
- Хейг Сазерленд
- Джонатан Кёнсген
- Райан Херст
- Майкл Грейес[англ.]
- Михил Хёйсман
- Тоби Хемингуэй

## Производство
В 2021 году портал Deadline Hollywood сообщал, что Курт Саттер заключил соглашение с Netflix о разработке вестерна «Покинутые» (англ. The Abandons). В октябре 2022 года Netflix заказал производство 10 эпизодов телесериала.
В марте 2023 года на одну из главных ролей в телесериале была утверждена Лина Хиди. В июне того же года стало известно, что в сериале также снимется Джиллиан Андерсон. В марте 2024 года стали известны исполнители других главных ролей: Лукас Тилл, Эшлинг Франчози, Ник Робинсон, Диана Сильверс, Ламар Джонсон и Наталия дель Риего. Вскоре после этого были объявлены исполнители ролей второго плана: Клейтон Карденас, Пэттон Освальт, Сара Грейс Уайт, Майкл Орнстейн, Эль-Майя Тейлфизерс, Брайан О’Бирн, Хейг Сазерленд, Джек Дулан, Джонатан Кёнсген, Марк Менчака и Кейтлин Уэллс. В апреле были объявлены дополнительные актёры, которые сыграют роли второго плана, включая Райана Херста, Майкла Грейеса, Михила Хёйсмана и Тоби Хемингуэя.
Съёмки начались в марте 2024 года в канадском Калгари. Съёмки должны были пройти в 2023 году, но были отложены из-за забастовок сценаристов и актёров.